# 银河SOHO
39°55′14″N 116°26′00″E / 39.9206014°N 116.4333128°E
银河SOHO（英語：Galaxy SOHO），是SOHO中国旗下位于中国北京市东二环朝阳门桥西南角的集商业办公于一身的大型城市综合体建筑。该建筑由世界知名建筑设计师、普立兹克奖得主扎哈·哈迪德设计，中建一局建设发展公司承建，总占地50,000平米、总建筑面积328,204平方米。

## 历史
2008年5月，SOHO中国获得了朝阳门SOHO三期，即银河SOHO所在的朝阳门地块。随后，SOHO中国将设计工作委托扎哈·哈迪德建筑师事务所，项目由扎哈·哈迪德本人亲自设计。2009年底，银河SOHO正式破土动工。2009年7月13日，SOHO中国公布了朝阳门SOHO三期，即银河SOHO的建筑模型，一经公布便引起关注。2011年7月28日，银河SOHO结构建筑封顶。8月10日，举行封顶仪式。2012年12月，银河SOHO正式落成并交付使用。

## 荣誉
银河SOHO由于是由设计风格一贯前卫的世界知名建筑设计师扎哈·哈迪德设计，因而自图纸阶段起就备受关注。落成以后，银河SOHO即入围2013年RIBA建筑金奖。

## 争议
根据2002年出台的《北京历史文化名城保护规划》界定旧城的保护范围为“四至以二环路界定，占地62.5平方公里”。由于银河SOHO位于北京市二环线内，正处于北京市旧城保护范围内。扎哈·哈迪德过于现代和前卫的流线设计涉嫌破坏北京古城风貌，曾引起争议和批评。